# Лучкай Михайло Михайлович

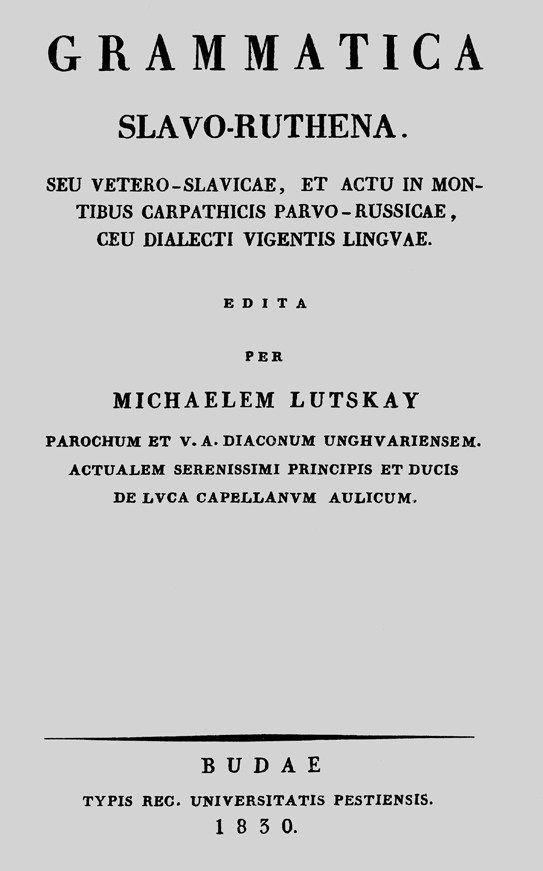
Латиномовна «Grammatica slavo-ruthena» («Граматика слов’яно-руська») М. Лучкая, 1830 р. Перевидана у Києві українською мовою 1989 р.

Лучкай Михайло Михайлович (лат. Michaelis Lutskay; справжнє прізвище — Поп; 19 листопада 1789, Великі Лучки — 3 грудня 1843, Ужгород) — закарпатський мовознавець, фольклорист та історик. Парох церкви Преображення Господнього в Ужгороді у 1826—1829, 1831—1843 роках.

## Життєпис
Михайло Лучкай народився 19 листопада 1789 року у Великих Лучках на Мукачівщині, у колишній Березькій жупі (комітаті) (тепер Закарпатська область України), у сім'ї багатодітного греко-католицького священика Михайла Попа. Михайло був старшим і мав чотирьох сестер (Марія, Катерина, Анна, Пелагія) та брата (Іван).
Початкову освіту здобув у рідному селі, потім навчався в Другетівській гімназії в Ужгороді. У 1812 році закінчив філософські студії в гімназії Великого Варадину (тепер — Румунія). Продовжив освіту в греко-католицькій семінарії (конквіті) Святої Варвари у Відні (1812—1816), відвідував лекції в університеті. Був учнем відомих славістів В. Копітара та Й. Добровського.
Протягом 1816—1817 років — священик у рідному селі Великих Лучках, у 1817—1827 роках Лучкай — бібліотекар, архіваріус та керівник консисторії Мукачівського єпархіального управління, директор міської школи в Ужгороді. У 1826 році прийняв ієрейські свячення з рук єпископа Алексія Повчі, і його було призначено парохом Ужгородського Свято-Преображенського храму. Завдяки сприянню отця Івана Фогарашія, 28 липня 1829 року Михайло Лучкай виїхав до Італії, де був придворним парохом герцога Карла Людовика Бурбона в місті Лукка разом із дяками В. Талапковичем та І. Микуличем. В Італії о. Михайло захопився вивченням архівних матеріалів та філологією. Як наслідок його праці — видання «Граматика слов'яно-руська: або старослов'янська і теперішня, поширена у карпатських горах, малоросійська мова, що є живим її діалектом» (Буда, 1830).
У 1830 році повернувся до Закарпаття, де до кінця життя був священиком в Ужгороді (на Цегельні, парохом Ужгородського Свято-Преображенського храму, 1831—1843 роки); служачи тривалий час єпархіальним шкільним референтом, сприяв заснуванню та впорядкування парафіальних шкіл на території єпархії.
Помер Михайло Лучкай 3 грудня 1843 р. Похований на території Преображенського храму у капличці.

## Творча і видавнича діяльність
У 1830 Михайло Лучкай видав у м. Буда «Граматика слов'яно-руська: або старослов'янська і теперішня, поширена у карпатських горах, малоросійська мова, що є живим її діалектом» (написана і видана латиною) — першу на Закарпатті українську граматику з широким використанням народної розмовної мови та фольклору. Сучасники високо оцінили працю вченого. Члени галицького гуртка «Руська трійця» Я. Головацький, М. Шашкевич та І. Вагилевич глибоко поважали автора граматики і вважали його працю найкращою з-поміж усіх, створених на західноукраїнських землях.
Будучи провідником руських ідей, Лучкай завжди виступав проти шовіністичної політики угорського уряду, спрямованої на денаціоналізацію українського населення Закарпаття, відзначав кровну спорідненість закарпатських українців з українцями інших західноукраїнських земель та Наддніпрянщини.
У 1831 році Михайло Лучкай видав «Церковні бесіди на всі неділі року».
Твором, який уславив ім'я Михайла Лучкая, стала написана латиною шеститомна «Історія карпатських русинів» (лат. «Historia
Carpato-Ruthenorum», за життя не видана). Для її написання ним були використані архівні матеріали Мукачівської греко-католицької єпархії, літописи та тогочасна і давня література. У цій праці він довів автохтонний (місцевого походження) характер руського населення Закарпаття, які заселили цей край задовго до приходу угорців. Перші чотири томи у перекладі українською мовою опубліковано у Пряшеві в «Науковому збірнику Музею української культури» у Свиднику (1883–1891). Тривалий час праця зберігалася у бібліотеці Ужгородського національного університету. З 1999 р. видання «Історії…» здійснює ужгородське видавництво «Закарпаття».

### Наукові праці
- Лучкай, Михайло Михайлович. Історія карпатських русинів церковна і світська (давня і нова аж по наш час) написана на матеріалі достовірних авторів, королівських грамот та архівних документів Мукачівської Єпархії Михайлом Лучкаєм, придворним настоятелем храму п. д. м. в італійському м. Лукка, ужгородським священиком, перед тим єпархіальним секретарем [Текст] : — У 6 т. / М. М. Лучкай. — Ужгород: Ужгородський держ. ун-т, 1999 . — (Письменство Закарпаття).
  - Т. 1 : Від найдавніших часів до приходу мадярів у Язигію та Дакію. — Ужгород: [б. в.], 1999. — 197 с. — ISBN 996-7703-06-1.
  - Т. 2 : Містить в собі статус цих країв від приходу мадярів по 1690 рік. — [Б. м.]: [б. в.], 2000. — 388 с.: іл. — ISBN 996-7703-07-Х. — ISBN 996-7703-06-1.
  - Т. 3 : / пер. з латин. А. М. Ігнат ; дешифрування рукоп. Ю. М. Сак ; голова редкол. Е. В. Швед. — [Б. м.]: [б. в.], 2002. — 323 с. — ISBN 996-7703-07-X. — ISBN 996-7703-06-1. — ISBN 996-7703-46-0.
  - Т. 4 : [Б. м.]: [б. в.], 2003. — 326 с. — ISBN 996-7703-07-Х. — ISBN 996-7703-06-1. — ISBN 996-7703-46-0. — ISBN 996-7703-60-6.
  - Т. 5 : Історія Мукачівської єпархії, укладена Іваном Пастелієм, старшим настоятелем Мукачівського капітулу, а видана Михайлом Лучкаєм, луккським придворним настоятелем / пер. з нім. М. І. Зимомря ; дешифр. рукопису, пер. з лат. М. В. Орос ; гол. редкол. Е. В. Швед. — Ужгород: [б. в.], 2004. — 251 c. — ISBN 996-7703-06-1. — ISBN 996-7703-07-X. — ISBN 996-7703-46-0. — ISBN 996-7703-60-6. — ISBN 966-7703-76-2.

## Вшанування пам'яті
На честь Михайла Лучкая навзано вулиці у Києві, Львові та Ужгороді.